# Trogoptera
Trogoptera is een geslacht van vlinders van de familie Mimallonidae.

## Soorten
- T. althora Schaus, 1928
- T. belilia Schaus, 1928
- T. callinica Schaus, 1928
- T. dietricha Schaus, 1934
- T. erosa Herrich-Schäffer, 1856
- T. excavata (Walker, 1855)
- T. excisa (Maassen, 1890)
- T. grisea (Schaus, 1896)
- T. mana Schaus, 1928
- T. maroniensis (Dyar, 1910)
- T. notata (Walker, 1855)
- T. pallida Maassen, 1890
- T. rumina Druce, 1894
- T. salvita Schaus, 1928
- T. sao Druce, 1894
- T. semililacea (Dognin, 1916)
- T. subrufescens (Dognin, 1916)
- T. tirzaha Schaus, 1928